# Rosso lampone
Rosso lampone è un singolo del cantautore e rapper italiano LDA, pubblicato il 3 maggio 2024.

## Descrizione
Il brano, scritto dallo stesso cantautore con Alessandro Caiazza, è prodotto da Simone Capurro, in arte Starchild.

## Video musicale
Il video musicale, diretto da Fabrizio Cestari, è stato pubblicato in concomitanza all'uscita del brano attraverso il canale YouTube del cantautore.

## Tracce
Testi di Luca D'Alessio e Alessandro Caiazza, musiche di Luca D'Alessio e Simone Capurro.
1. Rosso lampone – 2:48